# Herbert L. DuPont
Herbert Lancashire DuPont (* 12. November 1938 in Toledo (Ohio)) ist ein US-amerikanischer Mediziner, der sich mit Infektionskrankheiten befasst.
DuPont studierte an der Ohio Wesleyan University mit dem Bachelor-Abschluss 1961 und an der  Emory University mit dem M.D. Abschluss 1965, absolvierte seine Facharztausbildung in Innerer Medizin und Infektionskrankheiten an den University of Minnesota Hospitals in Minneapolis (Internship, Residency) und war 1969 Fellow an der University of Maryland School of Medicine in Baltimore. Dort leistete er auch seinen Wehrdienst als Epidemic Intelligence Officer des CDC. 1970 wurde er dort Assistant Professor. 1973 ging er an die University of Texas in Houston als erster Direktor einer neu eingerichteten Abteilung für Infektionskrankheiten und medizinische Mikrobiologie. Er ist Direktor des Zentrums für Infektionskrankheiten der University of Texas Houston School of Medicine (und dort Professor seit 1973) und seit 1977 Professor am Baylor College of Medicine in Houston und außerdem am Baylor St. Luke’s Medical Center.
DuPont befasste sich besonders mit Durchfallerkrankungen. 1971 war er einer derjenigen, die die biologischen Eigenschaften des Norwalk-Virus (später als eines der Humanen Noroviren klassifiziert) beschrieben, und in einer vielzitierten Arbeit von 1971 im New England Journal of Medicine beschrieb er die Pathogenese von Diarrhoe durch Escherichia coli. Er befasste sich auch mit anderen Durchfallerregener wie Bakterienruhr, Rotaviren und Typhus und mit Cryptosporidium parvum. Er wies die Effizienz von Rifaximin gegen Reisedurchfallerkrankungen nach (gegen das sich zudem keine Resistenzen der Erreger ausbildeten). In Feldstudien in Mexiko wies er nach, dass Leitungswasser dort eine Hauptquelle der Ansteckung mit viralen Durchfallerkrankungen war.
2007 erhielt er den Maxwell Finland Award und 2010 den Alexander Fleming Award.  Er war Präsident der Infectious Diseases Society of America.

## Schriften
- mit Robert Steffen: Textbook of Travel Medicine and Health, B. C. Decker 2000
- mit Robert Steffen: Manual of Travel Medicine and Health, B. C. Decker, 2003
- mit Charles Ericsson, Robert Steffen: Travellers Diarrhea, B. C. Decker 2003
- mit Larry K. Pickering: Infections of the Gastrointestinal Tract : Microbiology Pathophysiology and Clinical Features, Springer 1980

Er ist einer der Herausgeber der Neuauflage von William N. Kelley, Internal Medicine, Lippincott Williams and Wilkins 1997.